# Fear of a Blank Planet
Fear of a Blank Planet es el noveno álbum de estudio de la banda inglesa de art rock Porcupine Tree, editado el 16 de abril de 2007 en Europa y el 24 del mismo mes en los Estados Unidos. El líder de la banda, Steven Wilson, mencionó en una entrevista que el título del disco hacía alusión al álbum Fear of a Black Planet de Public Enemy, editado en 1990. Este disco ganó el prestigioso premio al mejor disco del año 2007 otorgado por los redactores de la revista Classic Rock. El álbum contó con la colaboración especial de Alex Lifeson, guitarrista de Rush, quien toca un solo en "Anesthetize"; Robert Fripp, líder de King Crimson, autor de los sonidos distorsionados en "Way out of Here"; y el guitarrista John Wesley, quien canta los coros en las canciones del disco.
Es considerado uno de los mejores discos de la banda y del rock progresivo contemporáneo.
En el año 2007 fue nominado por los Premios Grammy en la categoría de mejor álbum con sonido envolvente.

## Lista de canciones
| N.º   | Título                   | Duración |  |
| 1.    | «Fear of a Blank Planet» | 7:28     |  |
| 2.    | «My Ashes»               | 5:07     |  |
| 3.    | «Anesthetize»            | 17:42    |  |
| 4.    | «Sentimental»            | 5:26     |  |
| 5.    | «Way Out of Here»        | 7:37     |  |
| 6.    | «Sleep Together»         | 7:28     |  |
| 50:48 |                          |          |  |

## Personal
- Steven Wilson – voz, guitarra, piano, teclados
- Richard Barbieri – teclados y sintetizador
- Colin Edwin – bajo
- Gavin Harrison – batería

### Artistas invitados
- Alex Lifeson (Rush) – solo de guitarra en "Anesthetize"
- Robert Fripp (King Crimson) – efectos en "Way Out of Here" y guitarra principal en "Nil Recurring"
- John Wesley – coros
- Ben Coleman – violín eléctrico en "What Happens Now?" (ediciones de vinilo y DVDA)